# Canadian Music Week
Die Canadian Music Week (kurz: CMW) ist ein seit 1981 regelmäßig veranstaltetes viertägiges Musikfestival, das in Toronto/Ontario stattfindet.

## Geschichte
Das Musikfestival wurde erstmals 1981 veranstaltet und entwickelte sich zu einer der wichtigsten Musikveranstaltungen in Kanada. Die Veranstaltung dauert vier Tage. Das Festival hat jährlich mehr als 2.000 Delegierte des Musikbereiches, sowohl national als auch international angezogen. 2009 nahmen über 390 professionelle Musiker und Produzenten der Musikbranche teil. Unter anderem werden eine Preisverleihung, Konferenzen und eine der größten New Music-Festivals veranstaltet. Auf dem viertägigen Festival spielen jährlich 500 Bands, darunter bekannte Größen wie Wolfmother oder Public Enemy. Auch Newcomer-Bands, wie Your Favorite Enemies, nahmen bereits an der Canadian Music Week teil. Alleine 40 Bands spielen innerhalb von vier Tagen alleine im Downtown von Toronto.

## Bekannte Teilnehmer
- Wolfmother
- Public Enemy
- Your Favorite Enemies
- David Foster (Produzent)
- Dennis DeYoung (Musiker)
- Chuck D (britischer Produzent)
- Alan Parsons (britischer Produzent)
- Hollowphonic (Hersteller von Space-Rock-Band-Outfits)
- Seymour Stein (Präsident von Sire Records)
- Trapt (Hersteller für Nu-Metal-Band-Outfits)
- The Exies
- Glen Ballard (Produzent)
- Don Was (Produzent)
- Mark Hudson (Produzent)
- Mathew Knowles (World Music Entertainment C.E.O)
- Sir George Martin (Produzent)
- Jordan Galland (Direktor/Musiker)
- AC/DC (Band)

## Hall of Fame
Bands und Musiker, die bereits viel erreicht haben, sowohl auf nationaler als auch auf internationaler Bühne, erhalten einen Platz in der Hall of Fame des Festivals. Diese Ehrung haben bereits Parachute Club, The Pursuit of Happiness, Martha and the Muffins, D.O.A. und Rough Trade erreicht. Seit 2008 werden auch Rockbands geehrt. Den ersten Eintrag erhielt Alanis Morissette bei der CMW 2008.